# Râul Brașovu
Râul Brașovu este un curs de apă, afluent al râului Gruița. 